# Апосл (острова)
Эта статья — об американском архипелаге на озере Верхнее. О французском архипелаге в Индийском океане см. ст. Острова Апотр.
Апосл (англ. Apostle Islands) — группа из 22 островов, находящихся в озере Верхнее, напротив полуострова Бейфилд, в северном Висконсине, США. 18 из островов административно относятся к округу Ашленд, оставшиеся четыре — к округу Бейфилд. Все острова, кроме крупнейшего, Мадлен, являются частью национального побережья Апосл-Айлендс.

## Описание

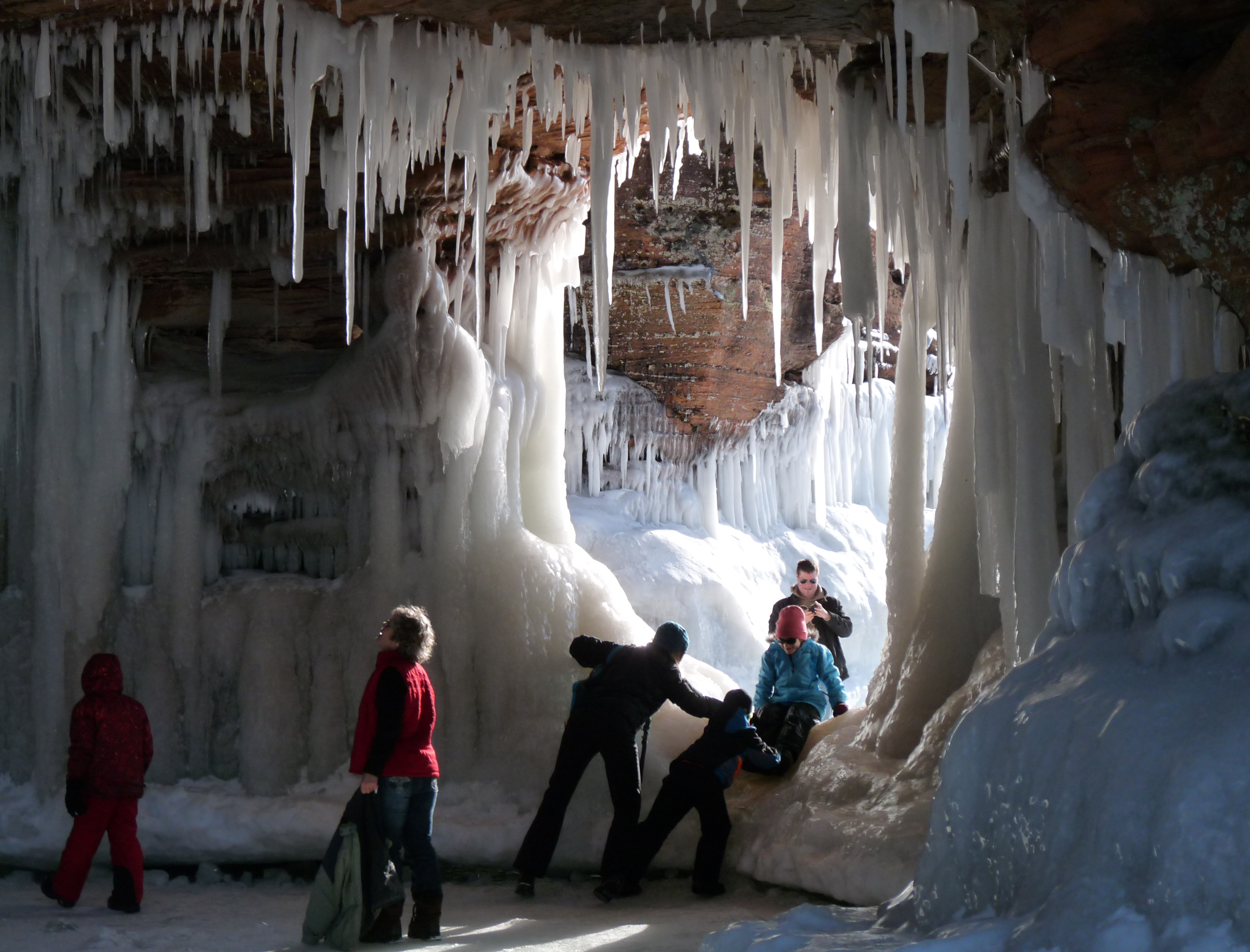
Морские пещеры острова Девилс (остров, Висконсин) зимой

Основные деревья архипелага — таёжные: ель сизая, пихта бальзамическая, берёза бумажная, туя западная, сосна веймутова, тополь бальзамический, тополь осинообразный. На островах гнездятся многочисленные птицы: американская серебристая чайка, делавэрская чайка, ушастый баклан, большая голубая цапля, белолобая горная ласточка; более 80 % всех птиц архипелага живут на двух островах с говорящими названиями — Галл и Игл.
На острове Девилс вода создала морские пещеры — в холодные зимы, когда вода крепко замерзает, туристы могут осмотреть необычные ледяные конструкции природы.

## История
Самые древние следы пребывания человека на архипелаге археологи относят к I веку до нашей эры, впрочем, самые древние следы постоянных поселений здесь датируются X веком — здесь жили народности анишинаабе (оджибве), в основном на островах Мадлен (главное поселение), Стоктон и Манитоу. Впервые нога европейца ступила на эти острова в 1640 году: французские первопроходцы дали имя индейской столице Ла-Пойнте, и с 1693 по 1698 года и с 1718 по 1759 года это поселение было укреплённым торговым постом французов, столицей «Империи „Новая Франция“». Между тем, индейцев на этой территории становилось всё больше и больше, земля и озеро не могли прокормить всех, поэтому в 1811 году вождь Кечеуаишке повёл своих воинов на войну с США — этот конфликт известен под названием Война Текумсе. Война индейцами была проиграна, и с 1816 года над островами развевается флаг США.
Название архипелагу дал в середине XVIII века французский священник-иезуит, путешественник и историк Пьер-Франсуа-Ксавье де Шарлево в честь 12 апостолов, по числу 12 крупнейших островов.
Во второй половине XIX века на нескольких островах архипелага работали карьеры по добыче коричневого песчаника (англ. brownstone), существовали лесозаготовительные и рыболовецкие лагеря, были постоянные поселения численностью до 80 человек. Однако карьеры быстро истощились, люди стали уезжать, а после Великой депрессии архипелаг остался практически необитаемым.
С 1929 года начались разработки о приданию островам охранного статуса, но в 1935 году было признано, что острова Апосл невозможно наделить статусом «парк штата» в связи с дороговизной проекта, так как большинство из них находились в частной собственности; в то время на архипелаге постоянно проживали около 250 человек. В 1970 году все острова архипелага, кроме крупнейшего, Мадлен, стали частью национального побережья Апосл-Айлендс. В настоящее время на островах обустроены 64 туристические стоянки.

## Список островов
| Название  | Площадь, км² | Индейское название                        | Принадлежность               | Фото | Краткая информация |
| --------- | ------------ | ----------------------------------------- | ---------------------------- | ---- | --- |
| Мадлен    | 62,157       | Моониингуанекаанинг                       | Округ Ашленд, пос. Ла-Пойнте |      | Самый большой остров архипелага. Единственный островов архипелага, имеющий постоянное население (246 человек). Единственный из островов архипелага не является частью национального побережья Апосл-Айлендс. Музей, церковь, индейское кладбище, парк штата, регулярный паром с «большой земли». |
| Стоктон   | 40,058       | Гигауэкаминго                             | Округ Ашленд, пос. Ла-Пойнте |      | Самый большой остров из входящих в национальное побережье Апосл-Айлендс. Большое количество барибалов, «поющие пески». |
| Галл      | 0,014        | Гайяашко                                  | Округ Ашленд, пос. Ла-Пойнте |      | Самый маленький остров в группе. Маяк |
| Игл       | 0,112        | Наабикуаани                               | Округ Бейфилд, г. Бейфилд    |      | Самый западный остров в группе. Доступ на него закрыт, чтобы не беспокоить птиц. |
| Аутер     | 31,812       | Гичи-ишкуаайаан                           | Округ Ашленд, пос. Ла-Пойнте |      | Самый восточный и самый северный остров в группе. Маяк. Заброшенные в конце XIX века фабрика, строения, ж/д ветка длиной более 11 км. |
| Оук       | 20,332       | Митигоминикаани                           | Округ Ашленд, пос. Ла-Пойнте |      | |
| Сэнд      | 11,571       | Уаабаабикаа                               | Округ Бейфилд, г. Бейфилд    |      | Маяк. Остров был населён с 1870-х по 1930-е года: работали школа, почта, магазин, население доходило до 56 человек. |
| Бассвуд   | 7,747        | Уиигобииш                                 | Округ Ашленд, пос. Ла-Пойнте |      | Карьер по добыче коричневого песчаника с 1868 по 1890-е года (внесён в НРИМ в 1970-х). Одна семья с 1865 по 1923 год. |
| Бэр       | 7,341        | Макуа                                     | Округ Ашленд, пос. Ла-Пойнте |      | |
| Мичиган   | 6,227        | Багидаабии                                | Округ Ашленд, пос. Ла-Пойнте |      | Маяк |
| Хермит    | 3,187        | Эшкуэгуиндег Ашууагуиндаг-Минисс          | Округ Ашленд, пос. Ла-Пойнте |      | Своё название получил в честь отшельника, жившего здесь с 1840-х по 1861 год. Несколько карьеров по добыче коричневого песчаника с 1860-х по 1890-е года. По-английски также носил названия остров Иллинойс, Австрийский остров, остров Уилсона и Эскью.                                         |
| Кэт       | 5,419        | Гаагаагиуанжиикааг Кагагиуанджикаг-Минисс | Округ Ашленд, пос. Ла-Пойнте |      | По-английски также носил названия Техасский остров, Остров Тсуга и остров Ботинок. |
| Оттер     | 5,353        | Ануэшин-нигиг                             | Округ Ашленд, пос. Ла-Пойнте |      | |
| Манитоу   | 5,363        | Манидоо                                   | Округ Ашленд, пос. Ла-Пойнте |      | По-английски также носил названия остров Нью-Джерси и остров Тейта. . |
| Рокки     | 4,246        | Зиинзибаакуадо                            | Округ Ашленд, пос. Ла-Пойнте |      | Рыболовецкий лагерь и Исторический район — оба внесены в НРИМ (1977 и 2008). |
| Лонг      | 1,249        | Заагауаамиконг                            | Округ Ашленд, г. Санборн     |      | Самый южный остров в группе. Единственный из островов архипелага не является его частью геологически. Получил своё название в связи с тем, что при длине 6,4 км его ширина не превышает 380 м. Два маяка                                                                                         |
| Айронвуд  | 2,695        | Гаа-маананоонси                           | Округ Ашленд, пос. Ла-Пойнте |      | |
| Йорк      | 1,108        | Мискуаабиимижикааг                        | Округ Бейфилд, г. Расселл    |      | |
| Распберри | 1,164        | Мискоминикаани                            | Округ Бейфилд, г. Расселл    |      | Маяк. Единственный остров архипелага, на котором нет оленей. Также, несмотря на название, на острове нет дикой малины. |
| Девилс    | 1,256        | Маджи-манидоо                             | Округ Ашленд, пос. Ла-Пойнте |      | Маяк. По-английски также носил названия остров Луизиана, Барни, остров Лэмборна, Браунстоун и Кроличий. Название острова связано с сильным необычным шумом прибоя, который за миллионы лет выбил многочисленные морские пещеры.                                                                  |
| Саут-Туин | 1,361        | Уаабоозо                                  | Округ Ашленд, пос. Ла-Пойнте |      | |
| Норт-Туин | 0,671        | Мискуасиникааг                            | Округ Ашленд, пос. Ла-Пойнте |      | |